# Гран-при Аспендоса 2025
2-й выпуск Гран-при Аспендоса — шоссейной однодневной велогонки по дорогам Турции. Гонка прошла 8 февраля 2025 года в рамках Европейского тура UCI 2025 (категория 1.2). Победу одержал испанский велогонщик Жерар Ледесма.

## Участники
Всего в гонке приняло участие 10 команд.
| UCI Continental Teams (6)- Konya Buyuksehir Belediye Spor - Istanbul Büyüksehir Belediye Spor Türkiye - VC Fukuoka - Spor Toto Cycling Team - Vino-North Qazaqstan Region - Agadir Vélo Propulsion Национальная сборная- Казахстан Любительские, клубные или региональные команды (3)- Konya Geli̇şi̇m Spor Kulübü - CNC Cycling Team - Karya Cycling Team |
| |

## Маршрут
Маршрут гонки пролегал вдоль побережья Средиземного моря, от Аспендоса до Аланьи, и его общая протяжённость составляла 129,6 км. Первые 75 километров пути пролегли по равнинной местности, после чего начался подъём, с максимальным набором высоты 708 метров. После преодоления 109-километрового отрезка трасса начала спускаться к финишу.

## Ход гонки
22-летний Ледесма, выступая в своем втором заезде за команду VC Fukuoka, оказал время 3 часа 15 минут 20 секунд, опередив на финише турка Булута Самета (Konya Buyuksehir Belediye Spor), который отстал почти на минуту (0:59), и своего товарища по команде Бенжами Прадеса, занявшего третье место с отставанием на 1:22.

## Генеральная классификация
| \| Генеральная классификация \| Генеральная классификация \| Генеральная классификация \| Генеральная классификация \| Генеральная классификация \| \| Гонщик \| Гонщик \| Команда \| Время \| \| \| ------------------------- \| ------------------------- \| ------------------------------ \| ------------------------- \| ------------------------- \| \| 1-й \| Жерар Ледесма \| VC Fukuoka \| 3ч 15' 20 \| \| \| 2-й \| Самет Булут \| Konya Buyuksehir Belediye Spor \| + 59 \| \| \| 3-й \| Бенжами Прадес \| VC Fukuoka \| + 1' 22 \| \| |                |                                |           |
| |                |                                |           |
| Источник: ProCyclingStats |                |                                |           |
| Генеральная классификация |                |                                |           |
| Гонщик | Гонщик         | Команда                        | Время     |
| 1-й | Жерар Ледесма  | VC Fukuoka                     | 3ч 15' 20 |
| 2-й | Самет Булут    | Konya Buyuksehir Belediye Spor | + 59      |
| 3-й | Бенжами Прадес | VC Fukuoka                     | + 1' 22   |